# Louis-Joseph Gaultier de La Vérendrye
Pour les articles homonymes, voir Gaultier et La Vérendrye.
Louis-Joseph Gaultier de La Vérendrye, surnommé Le Chevalier, né le 9 novembre 1717 à l'île aux Vaches et mort le 15 novembre 1761 dans la baie Aspy, est un explorateur et négociant français. Il est le plus jeune des quatre fils de la famille La Vérendrye, rendue célèbre par Pierre Gaultier de Varennes et de La Vérendrye, père de Louis-Joseph. Il est le premier explorateur d'origine européenne à atteindre les montagnes Rocheuses.

## Biographie
Trop jeune pour participer aux premières expéditions de son père, Louis-Joseph entre au séminaire de Québec en 1734. Pierre Gaultier souhaite notamment qu'il apprenne à dessiner des cartes en prévision des explorations qu'ils vont entreprendre. C'est l'année suivante qu'il part avec son père et ses frères en expédition exploratoire au-delà des Grands Lacs en direction des prairies canadiennes, à la recherche d'une « mer de l'Ouest » imaginaire. Les Français croyaient en effet à l'époque à l'existence d'une mer débouchant sur l'océan Atlantique, dans l'actuel Ouest canadien. Son père le surnomme à cette occasion « chevalier ». Il devient d'ailleurs son second à 20 ans, peu après un massacre de Français par les Sioux au cours duquel son frère aîné, Jean-Baptiste, trouve la mort.
En 1736, l'équipée familiale s'installe au fort Maurepas. Deux ans plus tard, Louis-Joseph participe à la construction du fort La Reine. Puis, en 1739, il part avec son père au pays des Mandans.
En 1740, ils explorent la région du lac Winnipeg, et arpentent les territoires autour des lacs Manitoba, Winnipegosis et remontent la rivière Saskatchewan jusqu'à l'emplacement de la future ville de Le Pas. La même année, il prend le commandement du Fort Saint-Charles, après le départ de son père.

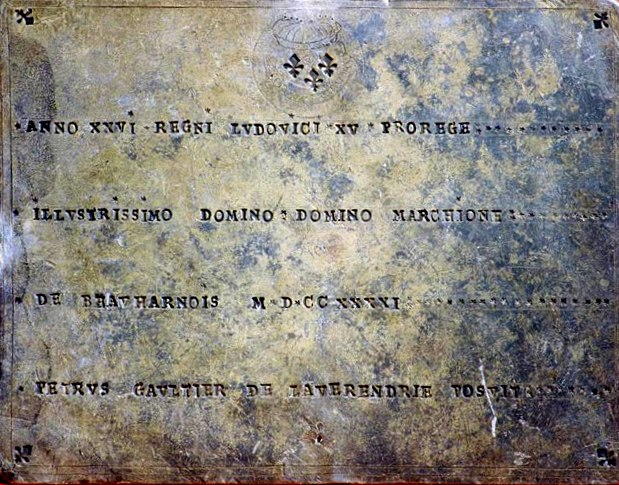
Recto de la plaque de souveraineté en plomb apportée dans l'actuel Dakota du Sud par le chevalier de La Vérendrye.

En 1742, Louis-Joseph part dans une nouvelle expédition exploratoire à la découverte d'un passage vers la mer occidentale, avec son frère François Gaultier de La Vérendrye et deux autres compagnons français. Ils continuent la précédente expédition de leur frère Pierre Gaultier de La Vérendrye qui était parti en 1740 à la recherche de la rivière Missouri, sans toutefois pouvoir aller au-delà. Lors de cette expédition, l'équipée rencontre diverses tribus amérindiennes avant d'atteindre les Montagnes Rocheuses. 
L'année suivante, les Nations amérindiennes sont en conflit et les frères La Vérendrye préfèrent s'en retourner vers le Canada. Ils gravent une plaque de plomb pour laisser un témoignage de leur passage dans ce territoire et l'enfouissent dans le Dakota sur le lieu du futur Fort Pierre. Cette plaque gravée sera découverte en 1913 et sera à l'origine de la création du site de La Vérendrye, site archéologique situé à Fort Pierre.
En 1744, son père est rappelé à Montréal et remplacé par Nicolas Joseph de Noyelles de Fleurimont. Ce dernier prend le commandement du Fort La Reine et nomme Louis-Joseph, successivement commandant des postes à Fort La Pointe sur la baie Chequamegon, à Fort Kaministiquia et au fort Michipicoton.

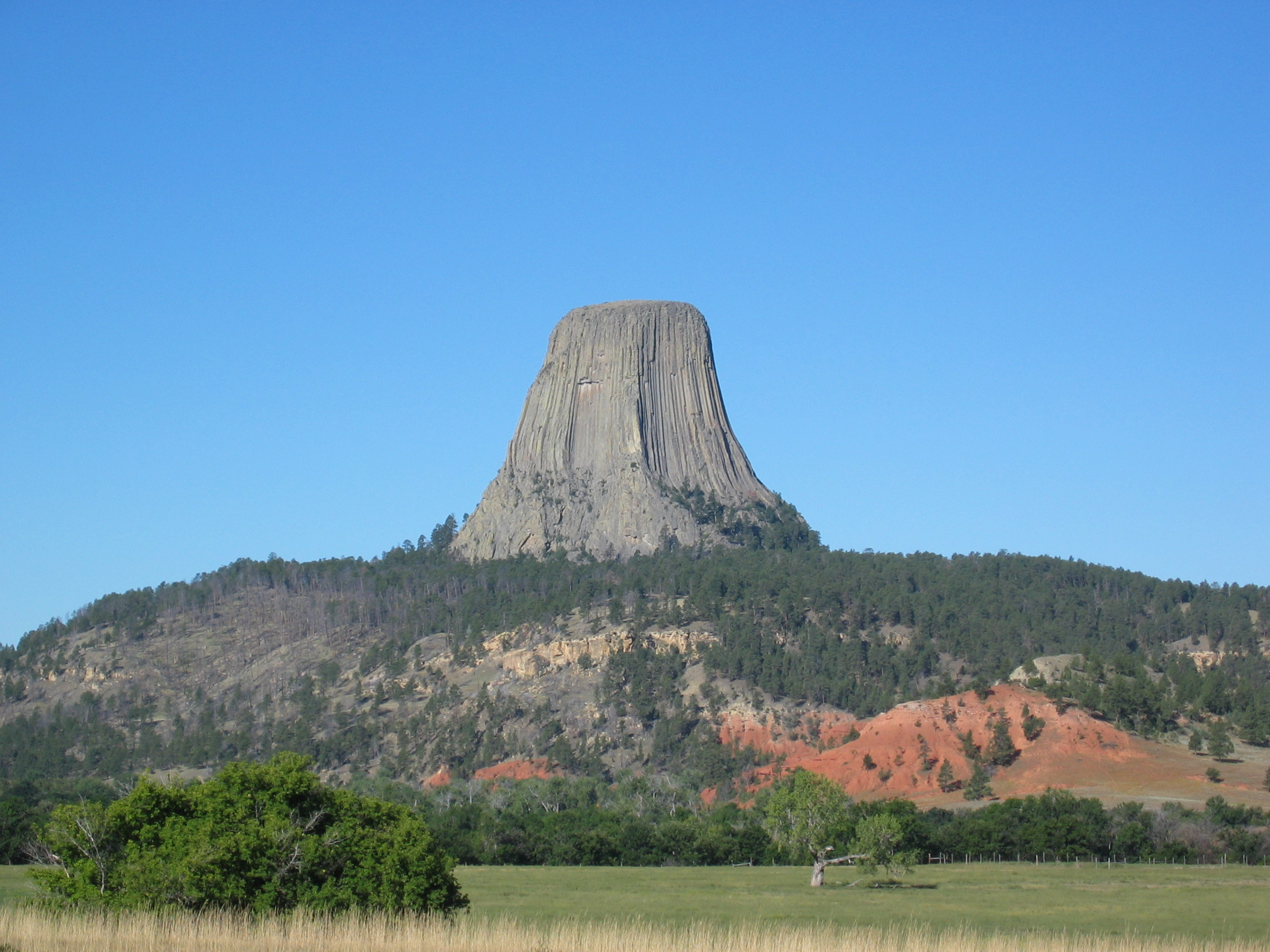
Devils Tower ou la Butte de l'Ours (nord-ouest du Wyoming) pourrait être l'un des sites que Louis-Joseph de La Vérendrye a croisés et nomme la « montagne des gens des Chevaux ».

Après la mort de son père en décembre 1749, Louis-Joseph reprend les affaires dans la traite de la fourrure avec un autre officier de l'armée et négociant, Luc de la Corne. En 1752, il est nommé commandant à Chagouamigon où son frère François l'accompagne. Il revient ensuite à Montréal, où il se marie deux fois, en 1755 et 1758.
En 1758, Louis-Joseph laisse à Charles-René Dejordy de Villebon son poste de commandement dans l’Ouest et se voit octroyer de nouveau le commandement au Fort de la baie Chagouamigon (ou Chequamegon) qu’il confie à Jacques-Marie Nolan Lamarque, pendant que lui-même s’occupe des forts de Kaministiquia et de Michipicoton. 
À la suite de la capitulation de Montréal face aux Anglais en 1760, de la Vérendrye décide de quitter le Canada pour la France. En octobre 1761, il monte à bord de l'Auguste avec de nombreux autres nobles qui ne désirent pas vivre sous le régime anglais. Malheureusement, une violente tempête cause le naufrage du navire le 15 novembre et Louis-Joseph est l'une des 113 victimes. Son ami et compagnon d'infortune, Lacorne Saint-Luc, est l'un des sept survivants et il couche par écrit le récit de ce désastre.

## Dans la fiction
Louis-Joseph Gaultier de La Vérendrye est l'un des personnages historiques que rencontre Shay Patrick Cormac dans le jeu vidéo Assassin's Creed: Rogue.

## Sources
- Saint-Pierre, Marjolaine, Lacorne Saint-Luc: l'odyssée d'un noble, 1711-1784, Québec, Septentrion, 2013, 404 p.
- Saint-Luc de La Corne, Journal du voyage de M. Saint-Luc de La Corne écuyer, dans le Navire l'Auguste en l'an 1761, Montréal, Fleury Mesplet, 1778